# Miša Marinček
Miša Marinček (født 10. April 1994 i Celje, Slovenien) er en slovensk håndboldspiller, der spiller for RK Krim og Sloveniens håndboldlandshold.
Hun deltog ved EM i håndbold 2016 i Sverige.